# Прапор Чинадійова
Пра́пор Чинадійова — офіційний символ смт Чинадійово Мукачівського району Закарпатської області, затверджений рішенням сесії селищної ради.
Прямокутне полотнище із співвідношенням сторін 2:3 складається з трьох рівних вертикальних смуг червоного, білого і зеленого кольорів. По нижньому краю полотнища проходить жовта смуга. Ширина жовтої смуги становить 1/4 ширини прапора.